# SAO Západní Slavonie

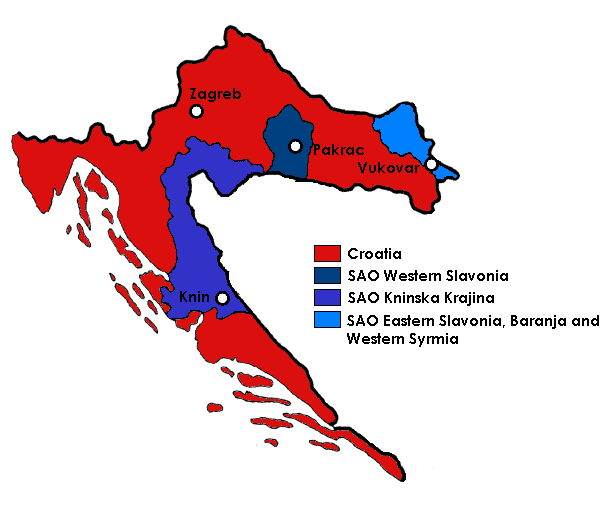
Srbské autonomní oblasti v rámci SR Chorvatsko (červeně).

Srbská autonomní oblast Západní Slavonie (srbochorvatsky Srpska autonomna oblast Zapadna Slavonija, Српска аутономна област Западна Славонија) byla srbská autonomní oblast v rámci dnešního Chorvatska. Vznikla 12. srpna 1991 a následně byla začleněna do Republiky srbská Krajina. V květnu 1995 byla během operace Blesk eliminována a znovu začleněna do Chorvatska.
Krátce po vyhlášení SAO Západní Slavonie dobyly povstalecké srbské síly za pomoci Jugoslávské lidové armády (JNA) pod vedením Srbů a srbských polovojenských sil (ze Srbska a Bosny a Hercegoviny) Okučani a Daruvar a hrozily odtržením Slavonie od Chorvatska. V této době byla oblast pod srbskou kontrolou poměrně velká, ačkoli většina regionu byla kopcovitá a zalesněná se špatnou infrastrukturou. Během následujících měsíců došlo k nelítostné bitvě o Pakrac, když polovojenské jednotky etnicky vyčistily nově dobyté západoslavonské oblasti do Chorvatů. Většinu regionu střežily špatně vybavené srbské milice pocházející z místních srbských vesnic a se zdroji široce distribuovanými JNA v nejisté době nebyly v pozici, aby mohly Chorvatsko účinně rozdělit.
31. října 1991 zahájily chorvatské síly operaci Otkos 10 zajišťující kopce Bilogory. Po tomto úspěchu chorvatská operace Orkan 91 12. prosince zatlačila srbsko-jugoslávské síly do malé kapsy, která byla pouze zlomkem původního kontrolovaného území. V operaci byl dobyt Daruvar a během ústupu spáchaly srbské polovojenské jednotky masakr ve Voćinu. 2. ledna 1992 OSN zprostředkovala příměří v Sarajevu a je možné, že toto zastavilo chorvatské síly v eliminaci povstalecké srbské přítomnosti v Západní Slavonii.
18. února 1993 chorvatští a místní srbští vůdci podepsali Daruvarskou dohodu. Dohoda byla držena v tajnosti a usilovala o normalizaci života místních obyvatel na linii bojiště. Povstalecké srbské úřady z Kninu se však o dohodě dozvěděly a zatkly rebelské srbské vůdce, kteří za to byli odpovědní.
Srbská enkláva Západní Slavonie byla eliminována a oblast se znovu začlenila do Chorvatska během dvou dnů v květnu 1995 během operace Blesk. V odvetě za tuto důkladnou porážku odpálil Milan Martić rakety na Záhřeb.